# Архієрейський будинок (Таганрог)
Архієрейський будинок (друга назва — будинок Кірсанова) — півтораповерхова будівля на вулиці Чехова, 129 в Таганрозі Ростовської області Росії. Об'єкт культурної спадщини регіонального значення з 18 листопада 1992 року.

## Історія

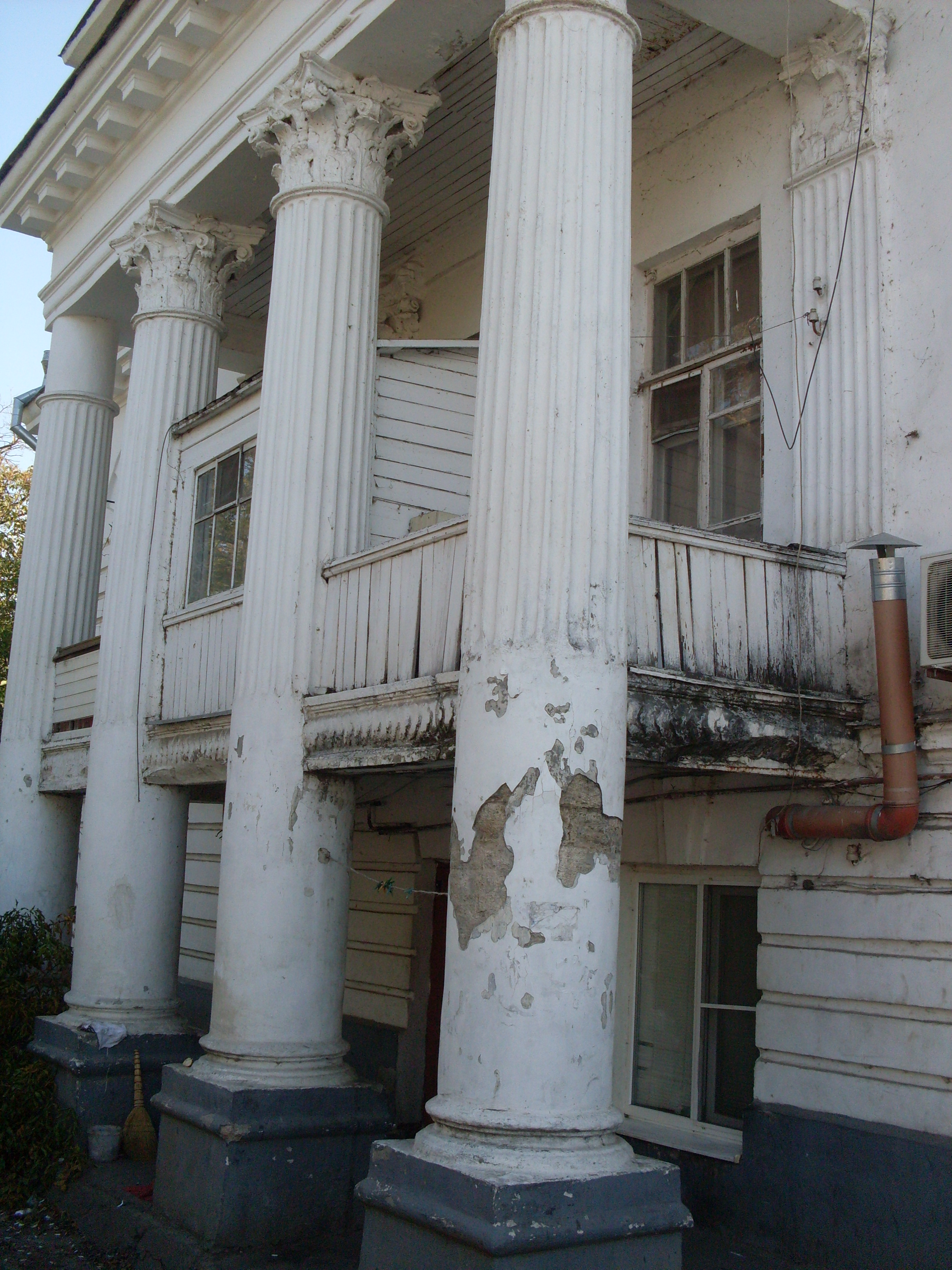
Одна з пам'яток Таганрога

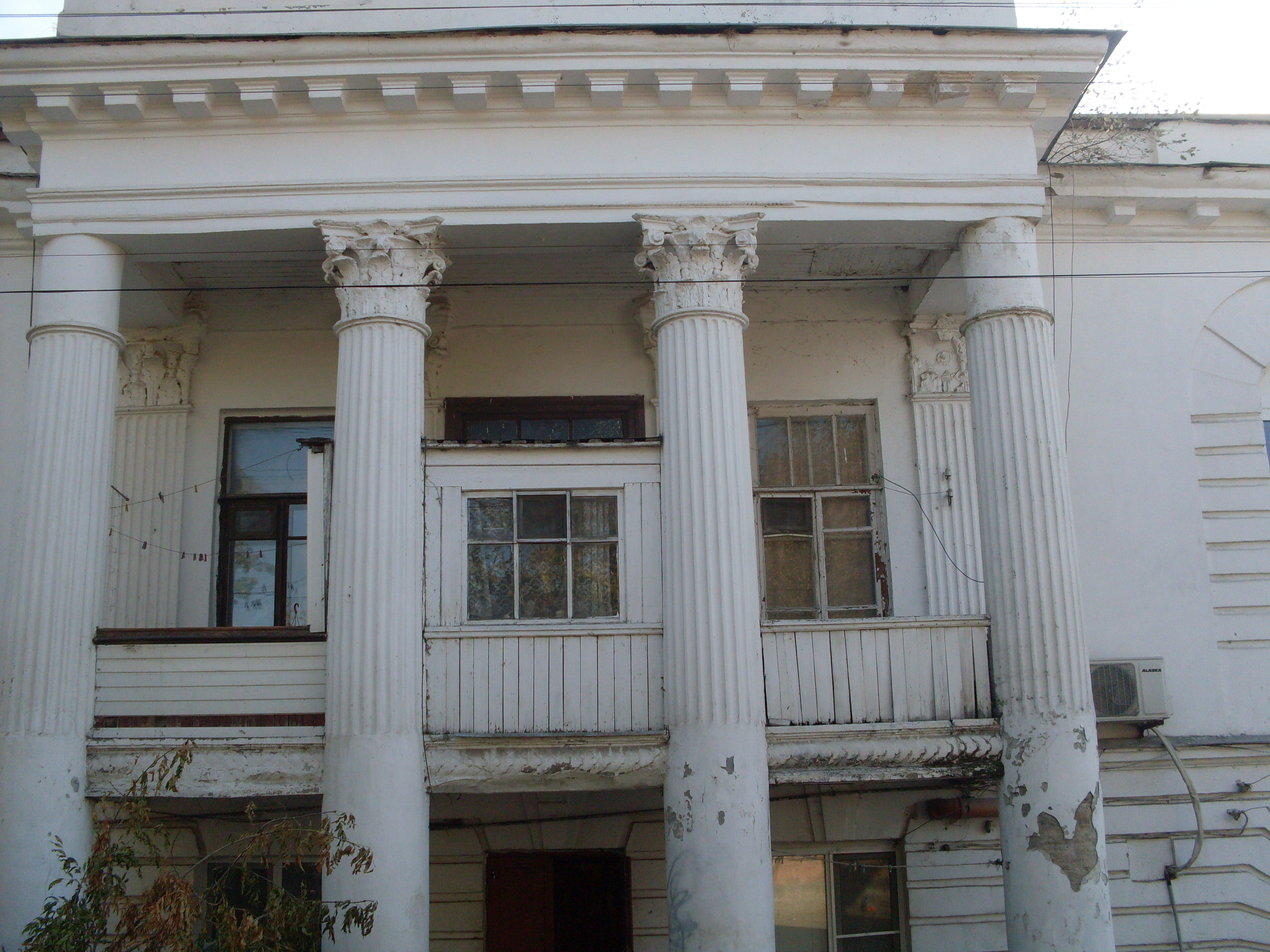
Фасад архієрейського будинку

Будинок побудували в 1824 році. Він був власністю генерала Х. П. Кірсанова. У 1860 році домоволодіння перейшло у власність генерала Олександрівського, який влаштував біля будинку сад, який прикрашали біломармурові скульптури, привезені з Італії. В 1890 році будівлю продали місту і в ньому розмістилася артилерійська бригада і лазарет. З 1911 року в будинку знаходилась квартира архієрея і його канцелярія, тут також була домова церква. Церква діяла до 1950-х років. Потім її закрили, у самому будинку розташовувались комунальні квартири.
У будинку колони з'єднуються з балюстрадою на рівні другого поверху. Карниз будівлі прикрашений цілим рядом невеликих виступів — дентікуламі, які приймають прямокутну форму. Бельетаж виділяють високі вікна напівциркульної форми, з лиштвами, які набирають вигляду рустів. У будинку є крита галерея, перекриття якої впирається на чотири колони коринфського ордену, їх прикрашають каннелюри на високих цоколях, своїми фундаментами вони спираються на землю. Над фризом розташовується аттик з 4 нішами: 2 з них розташовуються на головному фасаді, і по 1 на бічних стінах. Будинок Кірсанова — один із прикладів будівель Таганрога в стилі класицизму.